# 초지능
초지능(superintelligence)은 모든 분야에서 인간 지능의 한계를 능가하는 지능이다. "초지능"은 이러한 높은 수준의 지적 역량이 세계에서 활동하는 에이전트에 구현되는지 여부에 관계없이 문제 해결 시스템(예: 초지능 언어 번역가 또는 엔지니어링 보조자)의 속성을 나타낼 수도 있다. 초지능은 지능 폭발에 의해 생성되거나 기술적 특이점과 연관될 수도 있다.
옥스퍼드 대학교의 철학자 닉 보스트롬은 초지능을 "실질적으로 모든 관심 분야에서 인간의 인지 능력을 훨씬 능가하는 지능"으로 정의한다. 프리츠 프로그램은 체스에서는 인간보다 훨씬 뛰어나지만 초지능이라는 개념에는 미치지 못한다. 왜냐하면 프리츠는 다른 작업에서는 인간을 능가할 수 없기 때문이다. 허터(Hutter)와 레그(Legg)를 따라 보스트롬은 초지능을 목표 지향적 행동의 일반적인 지배력으로 취급하고 인공 또는 인간 초지능이 의도성(중국어 방 논증 참조) 또는 1인칭 의식과 같은 능력을 소유할 것인지 여부를 열어 둔다.
기술 연구자들은 현재의 인간 지능이 얼마나 뛰어날지에 대해 의견이 일치하지 않는다. 일부에서는 인공 지능(AI)의 발전으로 인해 인간의 인지적 한계가 없는 일반적인 추론 시스템이 탄생할 것이라고 주장한다. 다른 사람들은 인간이 근본적으로 더 큰 지능을 달성하기 위해 생물학을 진화시키거나 직접적으로 수정할 것이라고 믿는다. 많은 미래 연구 시나리오는 이 두 가능성의 요소를 결합하여 인간이 상당한 지능 증폭을 가능하게 하는 방식으로 컴퓨터와 인터페이스하거나 자신의 정신을 컴퓨터에 업로드할 가능성이 있음을 시사한다.
일부 연구자들은 일반 인공지능이 개발된 직후 초지능이 뒤따를 것이라고 믿고 있다. 일반적으로 지능을 갖춘 최초의 기계는 완벽한 회상 능력, 엄청나게 뛰어난 지식 기반, 생물학적 존재에게는 불가능한 방식의 멀티 태스킹 능력 등 적어도 일부 형태의 정신적 능력에서 즉각적으로 엄청난 이점을 가질 가능성이 높다. 이는 그들에게 단일 존재로서든 새로운 종으로서든 인간보다 훨씬 더 강력해지고 그들을 대체할 수 있는 기회를 줄 수 있다.
많은 과학자와 예측가들은 그러한 기술의 잠재적인 사회적 영향 때문에 인간과 기계의 인지 향상의 가능한 이점과 위험에 대한 초기 연구를 우선시해야 한다고 주장한다.

## 인공 초지능의 실현 가능성

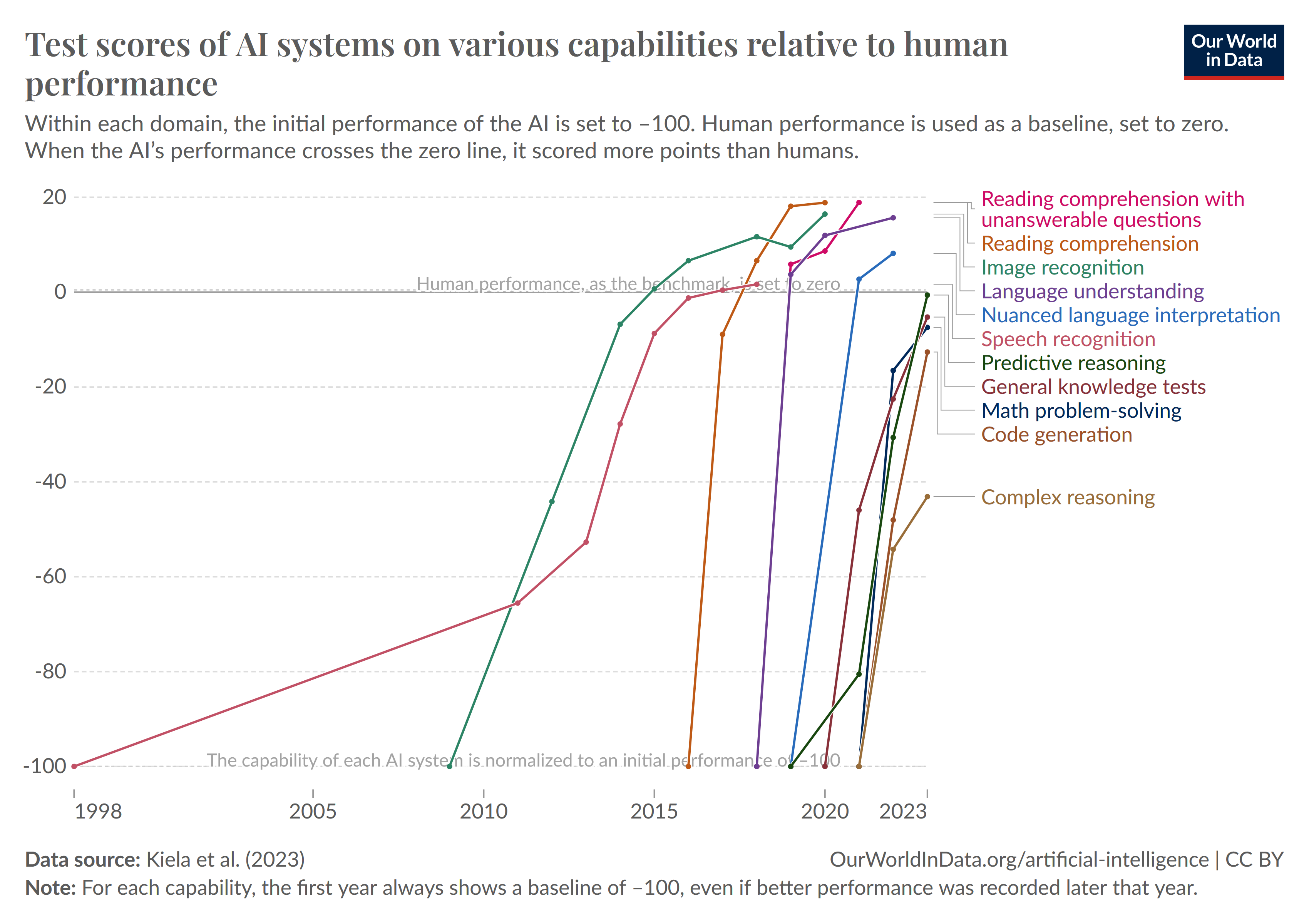
인공지능, 특히 파운데이션 모델은 급속도로 발전하여 다양한 벤치마크에서 인간의 능력을 앞지르고 있다.

철학자 데이비드 찰머스는 인공 일반 지능이 인공 초지능(artificial superintelligence, ASI)으로 가는 매우 가능성 있는 경로라고 주장한다. 찰머스는 이 주장을 AI가 인간 지능과 동등해질 수 있고, 인간 지능을 능가하도록 확장될 수 있으며, 임의의 작업에서 인간을 완전히 지배하도록 더욱 확대될 수 있다는 주장으로 나눈다.

## 같이 보기
- AI에 의한 탈취
- 효율적 이타주의
- 세계재앙위험
- 로봇공학
- 지능형 에이전트
- 기계 학습
- 정신권
- 인공지능의 개요
- 포스트휴머니즘
- 자기 복제
- 인공 의식
- 거울검사
- 인공일반지능
- 페르미 역설